# A48 (Frankrijk)
De A48 of Autoroute 48, ook wel Autoroute du Dauphiné, is een autosnelweg in Frankrijk. De weg loopt tussen Cessieu en Grenoble.

## Knooppunten
- Met de A43 richting Lyon en Chambéry
- Met de A49 richting Valence
- Met de A480 richting Grenoble-Centrum en de Côte d'Azur

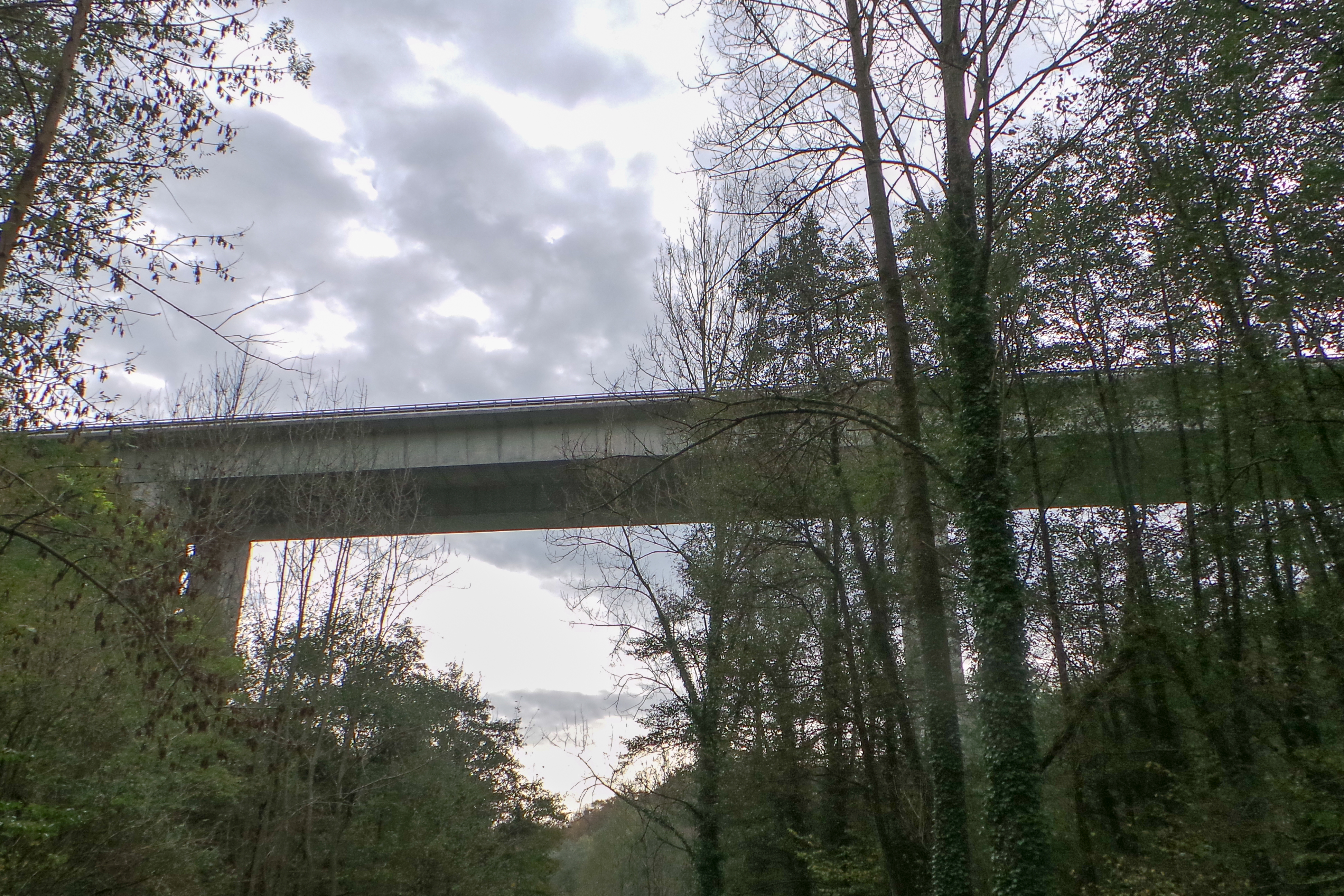
Viaduct over het dal van de Fure